# Paul-Georges Ntep
Paul-Georges Ntep de Madiba (Douala, Camerún, 29 de julio de 1992) es un exfutbolista franco-camerunés que jugaba como delantero.

## Trayectoria
El 9 de enero de 2017 fue fichado por el Wolfsburgo.

## Selección nacional

### Categorías inferiores
Ha sido internacional con la selección de Francia en las categorías sub-18, sub-19, sub-20 y sub-21.

#### Participaciones en categorías inferiores
| Competición                                | Sede            | Resultado         | Partidos | Goles |
| ------------------------------------------ | --------------- | ----------------- | -------- | ----- |
| Clasificación a la Eurocopa Sub-21 de 2015 | República Checa | Fase de play-offs | 10       | 5     |

### Absoluta
Fue convocado para jugar dos amistosos con la selección absoluta de Francia en las fechas FIFA de junio, por el entrenador Didier Deschamps. Ntep debutó con los galos el 7 de junio de 2015, ingresó en el minuto 80 por Olivier Giroud, para jugar contra Bélgica en el Stade de France ante 70 000 espectadores, el juego estaba 1-4, pero a los pocos minutos de ingresar Paul-Georges brindó una asistencia a Nabil Fekir y convirtió el 2-4, ya en tiempo cumplido, Dimitri Payet volvió a marcar para Francia, pero de igual forma perdieron, 4 a 3. Utilizó la camiseta número 24 y disputó su primer encuentro con 22 años y 313 días.
En el siguiente partido, contra Albania, tuvo la posibilidad de jugar más tiempo, estuvo 30 minutos en cancha pero perdieron 1 a 0.
Luego no volvió a ser considerado en las siguientes convocatorias.

## Estadísticas

### Clubes
Actualizado al final de su carrera.
| Club                           | Div.          | Temporada     | Liga  | Liga  | Copas nacionales | Copas nacionales | Torneos internacionales | Torneos internacionales | Total | Total |
| Club                           | Div.          | Temporada     | Part. | Goles | Part.            | Goles            | Part.                   | Goles                   | Part. | Goles |
| ------------------------------ | ------------- | ------------- | ----- | ----- | ---------------- | ---------------- | ----------------------- | ----------------------- | ----- | ----- |
| A. J. Auxerre Francia          | 1.ª           | 2010-11       | 0     | 0     | 1                | 0                | 0                       | 0                       | 1     | 0     |
| A. J. Auxerre Francia          | 2.ª           | 2012-13       | 34    | 9     | 5                | 1                | —                       | —                       | 39    | 10    |
| A. J. Auxerre Francia          | 2.ª           | 2013-14       | 17    | 7     | 6                | 5                | —                       | —                       | 23    | 12    |
| A. J. Auxerre Francia          | Total club    | Total club    | 51    | 16    | 12               | 6                | 0                       | 0                       | 63    | 22    |
| Stade Rennais F. C. Francia    | 1.ª           | 2013-14       | 10    | 5     | 3                | 0                | —                       | —                       | 13    | 5     |
| Stade Rennais F. C. Francia    | 1.ª           | 2014-15       | 35    | 9     | 3                | 0                | —                       | —                       | 38    | 9     |
| Stade Rennais F. C. Francia    | 1.ª           | 2015-16       | 14    | 2     | 1                | 0                | —                       | —                       | 15    | 2     |
| Stade Rennais F. C. Francia    | 1.ª           | 2016-17       | 15    | 2     | 0                | 0                | —                       | —                       | 15    | 2     |
| Stade Rennais F. C. Francia    | Total club    | Total club    | 74    | 18    | 7                | 0                | 0                       | 0                       | 81    | 18    |
| VfL Wolfsburgo · Alemania      | 1.ª           | 2016-17       | 11    | 0     | 1                | 0                | —                       | —                       | 12    | 0     |
| VfL Wolfsburgo · Alemania      | 1.ª           | 2017-18       | 5     | 0     | 2                | 0                | —                       | —                       | 7     | 0     |
| VfL Wolfsburgo · Alemania      | Total club    | Total club    | 16    | 0     | 3                | 0                | 0                       | 0                       | 19    | 0     |
| A. S. Saint-Étienne Francia    | 1.ª           | 2017-18       | 13    | 1     | —                | —                | —                       | —                       | 13    | 1     |
| A. S. Saint-Étienne Francia    | Total club    | Total club    | 13    | 1     | 0                | 0                | 0                       | 0                       | 13    | 1     |
| Kayserispor Turquía            | 1.ª           | 2019-20       | 5     | 0     | 1                | 0                | —                       | —                       | 6     | 0     |
| Kayserispor Turquía            | Total club    | Total club    | 5     | 0     | 1                | 0                | 0                       | 0                       | 6     | 0     |
| E. A. Guingamp Francia         | 2.ª           | 2020-21       | 14    | 0     | 0                | 0                | —                       | —                       | 14    | 0     |
| E. A. Guingamp Francia         | Total club    | Total club    | 14    | 0     | 0                | 0                | 0                       | 0                       | 14    | 0     |
| Boavista F. C. Portugal        | 1.ª           | 2021-22       | 16    | 1     | 3                | 0                | —                       | —                       | 19    | 1     |
| Boavista F. C. Portugal        | Total club    | Total club    | 16    | 1     | 3                | 0                | 0                       | 0                       | 19    | 1     |
| Ho Chi Minh City F. C. Vietnam | 1.ª           | 2023-24       | 9     | 1     | 1                | 0                | —                       | —                       | 10    | 1     |
| Ho Chi Minh City F. C. Vietnam | Total club    | Total club    | 9     | 1     | 1                | 0                | 0                       | 0                       | 10    | 1     |
| Total carrera                  | Total carrera | Total carrera | 199   | 37    | 26               | 6                | 0                       | 0                       | 225   | 43    |